# Mistrzowie krajowi niemieccy
Lista mistrzów krajowych zakonu krzyżackiego w Rzeszy Niemieckiej.
- 1219-1230 Hermann von Balk
- 1231 Dietrich?
- 1232-1242 Heinrich von Hohenlohe
- 1243-1245 Berthold von Tannenrode
- 1247-1248 Albert von Bastheim
- 1248-1251 Albrecht von Hallenberg
- 1251-1254 Eberhard von Sayn
- 1254-1256 Dytryk von Grüningen
- 1257-1264 Konrad von Nürnberg
- 1267-1271 Werner von Battenberg
- 1272-1279 Gerhard von Hirschberg
- 1281-1283 Matthias
- 1284-1290 Konrad von Feuchtwangen
- 1294-1297 Gottfried von Hohenlohe
- 1297-1298 Johann von Nesselrode
- 1298-1303 Siegfried von Feuchtwangen
- 1303-1304 Winrich von Bosweil
- 1305-1323 Eberhard von Sulzberg
- 1323-1329 Konrad von Gundelfingen
- 1329-1330 Ulrich von Stetten
- 1330-1361 Wolfram von Nellenburg
- 1361-1375 Philipp von Bickenbach
- 1375 Gottfried von Hanau
- 1376-1379 Johann von Heyn
- 1379-1382 Konrad Rudt
- 1382-1393 Siegfried von Venningen
- 1393-1396 Johann von Ketze
- 1396-1416 Konrad von Egloffstein
- ????-???? Eberhard von Saunsheim
- 1441/43-1447 Eberhard von Stetten
- 1447-1454 Jost von Venningen
- 1474-???? Ulrich von Lentersheim
- 1519-1526 Dietrich von Klee
- 1526-1543 Walter von Cronberg

Po śmierci Cronberga urząd mistrza krajowego niemieckiego został połączony z urzędem wielkiego mistrza